# Comté de Meigs (Ohio)
Pour l’article homonyme, voir Meigs.
Le comté de Meigs est situé dans l’État de Ohio, aux États-Unis. Il comptait 23 072 habitants en 2000. Son siège est la ville de Pomeroy.